# Юрочкино
Юрочкино — деревня в Шекснинском районе Вологодской области. Административный центр сельского поселения Юроченского и Юроченского сельсовета.
Расстояние до районного центра Шексны по автодороге — 36 км. Ближайшие населённые пункты — Прокино, Тяпино, Марьино.
По переписи 2002 года население — 172 человека (82 мужчины, 90 женщин). Преобладающая национальность — русские (98 %).